# Феминитив
Феминити́вы (от лат. femina — «женщина»), феминати́вы или nomina feminina — имена существительные женского рода, которые образованы от однокоренных существительных мужского рода, обозначающих людей или животных, и обозначающих, соответственно, женщин, либо самок животных. Обычно в применении к людям феминитивы имеют значение профессии, социальной принадлежности женщины или её мужа, места жительства. Многие феминитивы относятся к «потенциальным словам» — словам, которые не зарегистрированы в словарях, но при употреблении в речи носители понимают их значение. В «Толковом словаре названий женщин» филолога Н. П. Колесникова, выпущенном в 2002 году, насчитывается более 7000 феминитивов.
Образование феминитивов изучает словообразование, употребление — гендерная лингвистика. Современное образование неологизмов-феминитивов и ввод их в речевой обиход происходит из-за увеличения числа доступных возможностей у женщин после начала их эмансипации в XX веке и связано с требованиями большей «видимости» женщин, выдвигаемыми феминистскими движениями.

## В русском языке

### Словообразование
Феминитивы в русском языке образуются путём присоединения суффикса к основе мужского рода или замены суффикса. Академическая «Русская грамматика» 1980 года насчитывает 10 таких суффиксов. Наиболее продуктивными для образования феминитивов являются суффиксы -ш- («диктор» → «дикторша»), -к- («студент» → «студентка»), -щиц- («банщик» → «банщица») и -ниц- («писатель» → «писательница»). При этом один и тот же словообразовательный тип может как реализовываться, так и нет (например, «студентка», но не «президентка»). В результате для некоторых профессий в литературном русском языке общеупотребимое обозначение в женском роде отсутствует (например, «филолог») или же является только разговорным: в отличие от «доктор», слово «докторша» в значении «врач» в толковых словарях помечено как разговорное. Неравнодушные к стилистическим и коннотативным окраскам высказываний носители русского языка негативно воспринимают называющие профессии феминативы из-за сложившейся традиции их пейоративного употребления. Также может использоваться конструкция «женщина-X», где X — название профессии в мужском роде. Такой вариант часто встречается, когда речь идёт о новом для женщин явлении и поэтому употребляется с прилагательным «первый» («первая женщина-космонавт»).
Выбор суффиксов для словообразования феминитивов в русском языке зависит от основы слова в мужском роде: основы, оканчивающиеся на -тель и -ник, чаще используют суффикс -ниц-: («учитель» — «учительница», «художник» — «художница»), основы на -ф и -г — суффикс -ин- («граф» — «графиня», «психолог» — «психологиня»), основы на парные по глухости-звонкости согласные — -к- («студент» — «студентка»), и так далее; при этом многие в том числе устоявшиеся феминитивы образуются иначе.
Исторически некоторые феминитивы обозначают не женщину определённой профессии, а жену занятого этой профессией мужчины («профессорша» — это жена профессора, «генеральша» — жена генерала). Это создаёт неоднозначность при использовании суффиксов -ш- и -их- для образования феминитивов в современной разговорной речи, препятствует распространению таких слов и закреплению их в литературном русском языке. Из-за этого люди, которые выступают за использование феминитивов, часто отказываются от суффиксов -их- и -ш- в пользу -к-, считая его более нейтральным. С другой стороны, использование суффикса -к- для феминитивов критикуют из-за омонимии этого суффикса: он также образует уменьшительно-ласкательные существительные или сокращения словосочетаний («финский нож» → «финка»), что может придать феминитивам с -к- нежелательные смыслы.
Существует небольшое количество названий профессий в женском роде, которые не являются производными от названия той же профессии в мужском роде. Например: «маникюрша» происходит непосредственно от слова «маникюр» (мужская форма «маникюрщик» образована позже независимо); «техничка» происходит от определения «техническая служащая», а не от профессии «техник»; «прачка» от устаревшего «прать» (стирать).
В большинстве случаев существительные мужского рода могут использоваться для именования людей обоих полов, а существительные женского рода — только женского. В разговорной речи существительные мужского рода, обозначая женщину, могут согласовываться c глаголом в женском роде (например, «кондуктор трамвая посетовала»), однако при этом не являются существительными общего рода.

### История
Многие феминитивы, бывшие в употреблении в древнерусском языке, в современном русском не используются («казначея», «ткалья»). Исторически в русском языке преобладали наименования лиц мужского пола, потому что многие области деятельности были закрыты для женщин, однако в некоторые периоды истории происходило появление новых феминитивов. Активное создание новых феминитивов в русском языке происходило на рубеже XIX−XX веков, когда многие профессии, прежде доступные в России только мужчинам, получили распространение и среди женщин («пианистка», «авиатриса», «педагогичка»). Такое словотворчество встретило сопротивление части общества. Начиная с 1930-х годов, в официальных документах феминитивы употребляются редко. Стилистика феминитивов может меняться со временем: так, поэтесса Серебряного века Марина Цветаева в 1930-х годах отмечала, что не любит, когда её называют «поэтессой» вместо «поэта», считая, что это слово имеет меньший престиж, хотя в 1910-х это слово было нейтрально.

### Новые феминитивы
С 2010-х годов в русском языке наблюдается новая волна феминитивов-неологизмов, к употреблению которых в речи призывают многие феминистки в рамках протеста против маскулинности русского языка и общества. Такое предложение происходит от идей гипотезы лингвистической относительности Сепира-Уорфа и французского структурализма, по мнению некоторых исследователей. Согласно этим идеям, язык человека влияет на способ его мышления, то есть использование феминитивов в речи призвано улучшить проблему репрезентации и видимости женщин в разных профессиях и уменьшить сексистские предрассудки в обществе. Люди, поддерживающие употребление новых феминитивов, часто считают универсальной словообразовательной моделью суффикс -к-, обращая внимание на опыт других славянских языков (польского, чешского, украинского), где феминитивы с этим суффиксом гораздо более распространены. Как отмечает лингвист Александр Пиперски, носители русского скорее склонны оценивать феминитивы с суффиксом -к- как более естественные, если ударение в основе падает на последний слог («студе́нт» — «студе́нт-к-а»), и как менее естественные, если ударение основы на других слогах («а́втор» — «а́втор-к-а»), по мнению лингвиста Ирины Фуфаевой именно эта закономерность вызывает у носителей языка дискомфорт при встрече с «идеологическими феминитивами», заканчивающимися на «-ка» после безударного слога.
Реакция на эти неологизмы носителей русского языка, в том числе и женщин, неоднозначна, зачастую к ним относятся негативно. Причинами этого специалисты называют непривычность новых слов и уменьшительно-уничижительный характер суффиксов, традиционно используемых для создания феминитивов. По опросам, около 66 % россиян не считают употребление феминитивов необходимым. Многие российские публичные деятели, в том числе женщины, высказывались против использования феминитивов; в их числе Татьяна Толстая и Елена Черникова. Многие носители русского языка предпочитают не употреблять даже устоявшиеся феминитивы, обозначающие названия профессий, из-за негативной окраски этих слов, считая, что феминитивы могут вызвать нежелательные ассоциации, указать на непрофессиональность человека. В этом смысле феминитивы, обозначающие профессии, в русском языке можно считать пейоративами.
Противники употребления феминитивов-неологизмов указывают на то, что последовательное употребление феминитивов приведёт к исчезновению гендерно-нейтральных обозначений, в современном русском языке в основном имеющих 2-е склонение и грамматический мужской род: «депутат», «лингвист». Многие обозначения людей 2-го склонения мужского рода сейчас могут использоваться то как гендерно-нейтральные («среди респондентов было 100 мужчин и 100 женщин»), то как обозначения мужчин («респонденты и респондентки»); другие же («врач», «нотариус») полностью гендерно-нейтральны. Если последовательно обозначать женщин феминитивами, то все упомянутые слова будут снова обозначать мужчин, и тогда соответствующие профессии и состояния людей лишатся гендерно нейтральных обозначений. Слова 2-го склонения мужского рода, такие, как «врач», «нотариус», «депутат», частично обрели признак общего рода — согласование и по мужскому, и по женскому роду, но только в именительном падеже: «моя врач». Согласование типа «моей врача» редко и ненормативно (сравните с «моей коллеге», где «коллега» — слово общего рода), поэтому такие слова, как «врач», пока не сменили род с мужского на общий. Зато смена рода с мужского на общий произошла в XX—XXI веках у некоторых существительных 1-го склонения и несклоняемых: «коллега», «судья», «глава», «визави», «завкафедрой» и пр.
Другой проблемой феминитивов является бинарность языкового рода, при которой для небинарных людей в языке не остаётся обозначения. Также образование феминитивов путём суффиксации от аналогичных слов мужского рода приводит к привативной оппозиции: слово мужского рода может считаться «базовым», а феминитив — надстройкой к нему. Вместе с тем неприятие феминитивов может быть связано и с отрицательным отношением многих людей к собирательному образу феминисток и феминистского движения.

## В других языках
Феминитивы существуют и в других языках, у которых есть грамматическая категория рода, в частности, в некоторых индоевропейских и семитских языках.

### Английский язык
В английском языке нет грамматической категории рода, однако обозначающие женщин слова образуются, в частности, с помощью суффиксов -ess и -ette: stewardess (стюардесса), dudess (чувиха), actress (актриса), usherette (капельдинерша) и т. д.
Кроме того, для составных наименований лиц мужского пола со второй половиной man (с англ. — «мужчина; человек») парные обозначения лиц женского пола образуются при помощи замены man на woman (с англ. — «женщина»), например, businessman («бизнесмен») становится businesswoman («бизнесвумен»).

### Арабский язык
В арабском языке феминитивы образуются при помощи добавления буквы ة (та марбута), произносящейся в разговорной форме как -а, в соединении с определяющим существительным как -ат, в литературной форме как -атун): например, от слова طالب (с араб. — «студент», произносится примерно как «талиб») образуется феминитив طالبة («студентка», произносится как «талиба»); в потоке речи: طالبة الجامعة («студентка университета», произносится как «талибат ал-джами’а»). Тем не менее, эта же буква может завершать слова, обозначающие мужчин: например, на неё заканчивается слово خليفة («халиф», произносится как «халифа»).

### Испанский язык
В испанском языке феминитивы от существительных мужского рода, оканчивающихся на согласную, на -o или на -e, в большинстве случаев образуются путём добавления конечной -а после согласной: например, от español (с исп. — «испанец») образуется española («испанка»), или соответственно, заменой конечных -o или -e на -a: например, от amigo («друг») образуется amiga («подруга»). В других случаях феминитивы образуются иррегулярно. Также иногда для мужчин и женщин используется одинаковая форма, различающаяся лишь артиклем, например, el terapeuta («терапевт») и la terapeuta («терапевтша»).

### Немецкий язык
В немецком языке феминитивы от многих профессий образуются при помощи добавления суффикса -in, например, Student (с нем. — «студент») становится Studentin («студентка»). В некоторых случаях при этом гласная в корне подвергается умлауту, например, Koch («повар») становится Köchin («повариха»), в других случаях феминитивы образуются иррегулярно.

### Польский язык

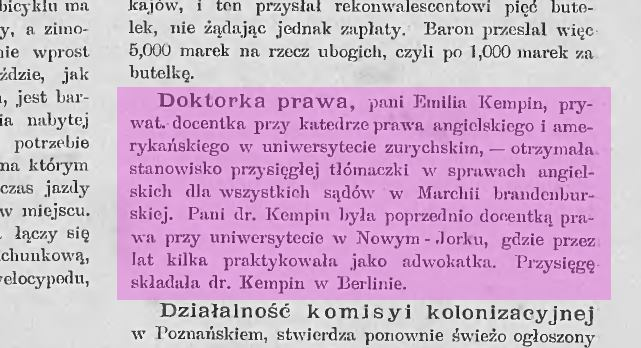
Фрагмент польской газеты Wędrowiec 1896 года

Введение феминитивов-неологизмов в польском языке началось ещё в конце XIX века. В польском языке этого времени существовали стилистически нейтральные эквиваленты названиям мужского рода, например, docentka (с пол. — «женщина-доцент»), doktorka («женщина-доктор»), profesorka («женщина-профессор»). На рубеже XIX и XX века для новых профессий феминитивы образовывались сразу, параллельно появлению мужского варианта в языке. Некоторые польские языковеды, такие как Зенон Клеменсевич и Витольд Ташицкий, считали, что эмансипация женщин приведёт к повсеместному распространению таких неологизмов, но этого не произошло. В польском обществе утвердилось мнение о том, что, напротив, проявлением гендерного равенства в языке может считаться употребление одинаковых слов для мужчин и женщин. В связи с этим с середины XX века выходили из употребления даже некоторые существовавшие до этого феминитивы. Вместо них появилась тенденция называть женщин конструкцией типа pani profesor («пани профессор»). Употребления слов мужского рода для обозначения женщин нарушали правила родового согласования (например, nasza redaktor, с пол. — «наша редактор»). Тем не менее в начале XXI века в польском языке появляется новая волна феминитивов, употребление которых поддерживалось в том числе некоторыми польскими политиками. Средства образования феминитивных форм варьируются: используются суффиксы -ica, -nica, -ini/-yni, -owa, -ówka, -a; широко используется суффикс -ka. Впрочем, этот суффикс, как и аналогичный ему суффикс -к(а)- в русском языке, по мнению многих носителей польского, несёт пренебрежительный оттенок.

### Украинский язык
В украинском языке для образования феминитивов используются следующие суффиксы:
- -к- — наиболее продуктивный, сочетается с разными типами основ (укр. фігурист → фігуристка);
- -иц-(я) — главным образом с основами на -ник, -ень (укр. порадник → порадниця; учень → учениця);
- -ин-(я) — с основами на -ець (укр. плавець → плавчиня);
- -ес- — наименее продуктивный (укр. поет → поетеса)[41].

Кроме того, украинские феминитивы могут образовываться изменением окончания (укр. неньо → неня, кум → кума), в том числе у субстантивированных прилагательных (укр. радіоведучий → радіоведуча).

### Французский язык
Во французском языке, как и в русском, феминитивы образуются при помощи различных суффиксов. Ранее Французская академия, регулирующая употребление французского языка, отвергала создание новых феминитивов. Однако в начале 2019 года Академия признала существование проблемы правильного употребления названий профессий, титулов и должностей, когда речь идёт о женщинах.

### Академическая
- Архангельская А. М. К вопросу о подходах к сопоставительному лингвистическому описанию динамических процессов в современных славянских языках // Opera Slavica : журнал. — 2013. — № 4 (23). — ISSN 1211-7676.
- Архангельская Т. А. Симметрия и асимметрия грамматической категории рода и семантической категории пола в славянских языках.
- Григоренко О. В. Современные наименования лиц по роду занятий // Русский язык в школе. — 2005. — № 4 (19.pdf). — С. 76—80.
- Кирилина А. В. Гендер: лингвистические аспекты. — М.: Институт социологии РАН, 1999.
- Кирилина А. В., Томская М. В. Лингвистические гендерные исследования // Отечественные записки. — 2005. — № 2.
- Лешкова О. О. Новые явления в категории феминативов (на материале современного польского языка) // Язык. Сознание. Коммуникация : сборник  / Красных В.В., Изотов А. И.. — 2017. — Вып. 55. — С. 169—178. — ISBN 978-5-317-05488-5.
- Неупокоева А. В. Мовирование номинаций лиц по признаку пола как способ словообразования в немецком языке // Известия РГПУ имени А. И. Герцена. — 2008. — № 74—1. — С. 368—371.
- Серова И. Г. Гендер как источник языкового варьирования // Вестник ТГУ. — 2003. — № 1. — С. 92—103.
- Толстокорова А. В. «Лингвистическое выражение» гендера: Результаты и перспективы демократических реформ // Женщины в истории: возможность быть увиденными : сб. науч. ст.  / Чекалова И. Р.. — 2004. — № 3. — С. 50—71.
- Фуфаева И. В. Как называются женщины. Феминитивы: история, устройство, конкуренция. — М.: Corpus, 2020. — ISBN 978-5-17-121095-3.
- Существительные с модификационными значениями. Существительные со значением женскости. § 380—§ 393 // Русская грамматика / Н. Ю. Шведова (гл. ред.). — М.: Наука, 1980. — Т. 1: Фонетика. Фонология. Ударение. Интонация. Словообразование. Морфология. — С. 197—201. — 789 с.
- Шемчук Ю. М. Феминизация лексических изменений современного немецкого языка // Rhema. — 2010. — № 2. — С. 82—87.
- Шемчук Ю. М., Андреева А. В. Феминизация лексических изменений как проблема гендерной лингвистики // Вестник Балтийского федерального университета им. И. Канта. — 2013. — № 2. — С. 86—92.
- Шуба-Зимянина Т. П. Категория nomina feminina: специфика образования синтетических номинаций в русском, белорусском и польском языках. — Минск: БГУ.
- Существительные со значением женскости // Русская грамматика / Академия наук СССР. — М.: Наука, 1980.
- Ursula Doleschal. Gender marking // Word-Formation: An International Handbook of the Languages of Europe. — 2015. — С. 1159—1171.

### Популярная
- Георгиевская, Е. Н.. Кому угрожают феминитивы? РФО «ОНА» (8 февраля 2018).
- Морозова К. «Слово "авторка" противоестественно»: филологи о том, почему феминитивы всех бесят. sobaka.ru (12 апреля 2018).
- Пиперски А. Ч. Юристка и юристец: Лингвист о будущем феминитивов и изменениях в языке // Wonderzine. — 2018. — 29 марта.
- Северин А., Кронгауз М. А.. Максим Кронгауз: феминитивы укоренятся, если изменится сама жизнь. Культура (1 марта 2019).
- Фуфаева И. В. Ткаха, блогерша и новая глава города. Почему феминитивы были, есть и будут органичной частью русского языка. Нож (27 декабря 2018).